# Sil-Metropole Organisation
Sil-Metropole Organisation (銀都機構有限公司) est une société de production et de distribution hongkongaise créée en 1982 par la fusion de quatre sociétés différentes. Enregistrée à Hong Kong, elle est cependant gérée par le gouvernement de Chine (en).

## Histoire

### Origine
Après la proclamation de la République populaire de Chine, les cinéastes de Shanghai fuient à Hong Kong et y fondent quatre nouvelles sociétés de productions : Great Wall Movie Enterprises (en), Feng Huang Motion Pictures, Sun Luen Film et Chung Yuen Motion Picture, une coentreprise entre Great Wall et Sun Luen. Ces quatre sociétés ont une grande influence au début des années 1950. Elles sont connues comme étant « gauchistes » et réalisent souvent des films idéalistes à caractère social, dont peu sont des films de kung Fu malgré la présence dans le catalogue du Temple de Shaolin (1982) et des Enfants de Shaolin (1984)  .
Après la Révolution culturelle en Chine du milieu des années 1970, l'audience chinoise disparaît presque totalement. En 1982, les quatre sociétés décident de fusionner pour devenir l'actuelle Sil-Metropole.

### Aujourd'hui
Sil-Metropole a le même statut qu'un studio d'État en Chine continentale, ce qui l'autorise à être le partenaire chinois sur des coproductions. Ses activités vont de la distribution aux coproductions, en passant par les séries télévisées et l'exploitation d'un studio et d'un théâtre à Hong Kong.
Sil-Metropole collabore généralement sur plus de 10 coproductions par an en tant que partenaire chinois. Certains de ses projets comprennent Les Trois Royaumes : La Résurrection du Dragon, Invisible Target (en), Judo, Confession of Pain et Star Runner (en). La société participe également à des séries télévisées et produit actuellement ses propres projets.
Alors que son théâtre d'art et essai, Cine-Art, a fermé fin 2006, Sil-Metropole possède et exploite toujours le Silver Theater à Kwun Tong (en), qui est dirigé depuis 1963 par l'une des quatre sociétés originales.